# 陳燦 (臺灣府同知)
陳燦（？—？），清朝末年官員。

## 生平
光绪十三年（1887年），以五品銜補用知縣、福建候補庫大使代理台灣府南路撫民理番同知一職，八月到任，駐紮臺東卑南，專司東臺灣治安與原住民事務。次年九月二十六日奉旨以「不恤番情、挪用口糧、擅離職守、苛派學費」革職，聽候查辦，十月卸任。